# Episodi di Love Boat (sesta stagione)
La sesta stagione della serie televisiva Love Boat è stata trasmessa in anteprima negli Stati Uniti d'America dalla ABC tra il 2 ottobre 1982 e il 7 maggio 1983.
| nº | Titolo originale | Titolo italiano | Prima TV USA     | Prima TV Italia |
| -- | --- | --------------- | ---------------- | --------------- |
| 1  | The Italian Cruise: The Venetian Love Song / Down for the Count / Arrividerci, Gopher / The Arrangement (Part 1)                                                         |                 | 2 ottobre 1982   |                 |
| 2  | The Italian Cruise: The Venetian Love Song / Down for the Count / Arrividerci, Gopher / The Arrangement (Part 2)                                                         |                 | 2 ottobre 1982   |                 |
| 3  | The Anniversary Gift / Honey Bee Mine / Bewigged, Bothered and Bewildered                                                                                                |                 | 16 ottobre 1982  |                 |
| 4  | The Same Wavelength / Winning Isn't Everything / A Honeymoon for Horace                                                                                                  |                 | 23 ottobre 1982  |                 |
| 5  | Command Performance / Hyde and Seek / Sketchy Love |                 | 30 ottobre 1982  |                 |
| 6  | The Groupies / The Audition / Doc's Nephew |                 | 6 novembre 1982  |                 |
| 7  | The Spoonmaker Diamond / Papa Doc / The Role Model / Julie's Tycoon (Part 1)                                                                                             |                 | 13 novembre 1982 |                 |
| 8  | The Spoonmaker Diamond / Papa Doc / The Role Model / Julie's Tycoon (Part 2)                                                                                             |                 | 13 novembre 1982 |                 |
| 9  | Thanksgiving Cruise: The Best of Friends / Too Many Dads / Love Will Find a Way                                                                                          |                 | 20 novembre 1982 |                 |
| 10 | The Man in the Iron Shorts / The Victims / Heavens to Betsy |                 | 27 novembre 1982 |                 |
| 11 | The Tomorrow Lady / Father, Dear Father / Still Life |                 | 4 dicembre 1982  |                 |
| 12 | Baby Talk / My Friend, the Executrix / Programmed for Love |                 | 11 dicembre 1982 |                 |
| 13 | The Christmas Presence |                 | 18 dicembre 1982 |                 |
| 14 | Paroled to Love / First Impressions / Love Finds Florence Nightingale |                 | 8 gennaio 1983   |                 |
| 15 | The Captain's Replacement / Sly as a Fox / Here Comes the Bride - Maybe                                                                                                  |                 | 15 gennaio 1983  |                 |
| 16 | Doc's Big Case / Senior Sinners / A Booming Romance |                 | 22 gennaio 1983  |                 |
| 17 | Gopher's Daisy / Our Son, the Lawyer / Salvaged Romance |                 | 29 gennaio 1983  |                 |
| 18 | Isaac's Aegean Affair / The Captain and the Kid / Poor Rich Man / The Dean and the Flunkee (Part 1)                                                                      |                 | 5 febbraio 1983  |                 |
| 19 | Isaac's Aegean Affair / The Captain and the Kid / Poor Rich Man / The Dean and the Flunkee (Part 2)                                                                      |                 | 5 febbraio 1983  |                 |
| 20 | The Zinging Valentine / The Very Temporary Secretary / Final Score |                 | 12 febbraio 1983 |                 |
| 21 | The Captain's Crush / Out of My Hair / Off-Course Romance |                 | 19 febbraio 1983 |                 |
| 22 | I Like to Be in America / He Ain't Heavy / Abby's Maiden Voyage |                 | 26 febbraio 1983 |                 |
| 23 | Vicki's Dilemma / Discount Romance / Loser & Still Champ |                 | 5 marzo 1983     |                 |
| 24 | So Help Me Hannah / The Maid Cleans Up / C.P.R, I.O.U. |                 | 12 marzo 1983    |                 |
| 25 | The Dog Show: Putting on the Dog / Going to the Dogs / Women's Best Friend / Whose Dog Is It Anyway?                                                                     |                 | 26 marzo 1983    |                 |
| 26 | The Professor Has Class / When the Magic Disappears / We, the Jury |                 | 2 aprile 1983    |                 |
| 27 | Hits and Missus / Return of Annabelle / Just Plain Folks Medicine / Caught in the Act / The Real Thing / Do Not Disturb / Lulu & Kenny (Country Music Jamboree) (Part 1) |                 | 30 aprile 1983   |                 |
| 28 | Hits and Missus / Return of Annabelle / Just Plain Folks Medicine / Caught in the Act / The Real Thing / Do Not Disturb / Lulu & Kenny (Country Music Jamboree) (Part 2) |                 | 30 aprile 1983   |                 |
| 29 | Fountain of Youth / Bad Luck Cabin / Uncle Daddy |                 | 7 maggio 1983    |                 |